# 十分寮 (新竹縣)
十分寮，原寫為十份藔，是臺灣新竹縣橫山鄉的一個傳統地域名稱，位於該鄉中部偏北。相較於今日行政區，其範圍大致為力行村西北半部。

## 歷史
台灣清治末期至日治初期，十分寮地區為一街庄，稱為「十份藔庄」，隸屬於竹北一堡。該庄西北邊一小段與鹿藔坑庄為鄰，北及東北與沙坑庄、八十份庄為鄰，東南邊為南河庄，西南邊及西邊為大肚庄。
1901年（日治明治三十四年）11月，全台廢縣廳改設二十廳，該庄隸屬於新竹廳。1909年（明治四十二年）10月，合併二十廳為十二廳，該庄隸屬不變。1920年（大正九年），廢十二廳改設五州二廳，該庄改制並雅化為「十分寮」大字，隸屬於新竹州竹東郡橫山庄。
戰後橫山庄改制為橫山鄉，隸屬於新竹縣，大字亦改制為村。1950年桃、竹、苗分治，橫山鄉隸屬不變。

## 交通
台鐵內灣線是新竹至內灣的鐡路，大致以西北西—東南東走向轉西南—東北走向再轉西北—東南走向經過十分寮地區南部。境內設有合興車站，屬招呼站，僅停靠區間車，由此等搭車向西可前往竹中車站轉乘至六家或新竹。
省道台3線（中豐路二段）俗稱「內山公路」，是台北至屏東的內陸縱貫幹道，大致以縱向橫向蜿蜒經過十分寮地區中部，向北可前往關西、龍潭、大溪、三峽等地，向西可前往橫山市區（九讚頭）、下公館、北埔、峨眉等地。
縣道120號（中豐路二段、中山街一段）是竹北下斗崙至尖石八五大橋的道路，也是頭前溪北岸主要的連絡道路，蜿蜒經過本地區南部，向西北可前往橫山市區（九讚頭）、竹林交流道、六家北郊後於竹北下斗崙與省道台1線交會，向東南轉東北可前往內灣、尖石地區。縣道120號在本地區的最西邊一小段（中豐路二段）係與省道台3線共線。
鄉道竹31線是八十分至十分寮的道路，其南側端點位於本地區中部省道台3線路口。由此向東北可前往八十分聚落東北側鄉道竹30線路口。